# Alim Adilov
Alim Adilov, magyar szórenddel Adilov Alim (Taskent, 1963– ) Magyarországon élő üzbég festőművész.

## Élete
1963-ban született Üzbegisztán fővárosában, Taskentben, édesapja grafikus, édesanyja iparművész volt. Gyermekéveit is ott töltötte, szülei hatására már akkor sokat rajzolt, céltudatosan művész akart lenni. Ennek érdekében több rajzszakkörbe is járt, majd egy képzőművészeti középiskolában érettségizett; mindig törekedett arra, hogy a kiválóak közül is a legjobb legyen. Katonai szolgálatát Kazahsztánban teljesítette, majd a szentpétervári Repin Képzőművészeti Akadémián végezte tanulmányait, mesterei Mojszenkó és Vitrugatszkij voltak. 1991 és 1993 között a londoni akadémián fejlesztette tovább a tudását, egy ottani kétéves kurzus elvégzésével.
1993-ban Magyarországon települt le; 2003-ban költözött Solymárra, szándéka szerint hosszú időre; választásában motiválta Budapest közelsége mellett a szép környezet, és a táj nyugalma, inspiráló békéje is. 2004 óta tagja a Magyar Alkotóművészek Országos Egyesületének.

## Alkotóművészi tevékenysége
Festészetében legszívesebben azokat a témákat dolgozza fel, amiket utazásai során átélt, amikkel a világot járva találkozott. Városok, házak, tájak fogják meg a leggyakrabban, de nem idegen tőle a portréfestés és a csendéletek alkotása sem. Kifejezetten fontosnak ítéli az élénk színhasználatot, szavai szerint a színek elvarázsolják, és nélkülük nem adhatná vissza a világ ezer arcát. Stílusára leginkább a klasszikus realista meghatározás illik, de hatott rá az impresszionisták munkássága is. Akrillal és olajjal fest.

### Jelentősebb kiállításai
Csoportos kiállításai voltak többek között Szentpéterváron, Moszkvában, Rosztovban, Taskentben, Tokióban, Wörschachban, Kuala Lumpurban, Budapesten, Debrecenben és Békéscsabán. Önálló kiállításokat Londonban, Békéscsabán, Miskolcon, Debrecenben, Gödöllőn, Kecskeméten és Budapesten, valamint a malajziai Kuala Lumpurban és Puchongban tartott.

## Színészi tevékenysége
Színészként is tevékenykedik: közreműködött néhány magyar filmalkotásban: a Droszt című, 2014-ben bemutatott tévéfilmben és a Tóth János című televíziós vígjátéksorozatban, valamint színházban az előbbi tévéfilm színpadi adaptációjában (DROSZT - Budapest - Éjszaka - Taxi; bemutató 2013. október 10.)

## Magánélete
Felesége olimpiai válogatott sportoló volt, két fiuk született, Ilham és Amon. Mindketten a színészi pályát választották, már gyerekszínészként ismertséget szereztek.